# Epigonentheater
Het Epigonentheater (zlv) was een Vlaams theatergezelschap dat van 1980 tot 1987 actief was. Het kan gezien worden als voorloper van Needcompany, het gezelschap rond theatermaker en beeldend kunstenaar Jan Lauwers. Tijdens zijn relatief korte bestaan was het Epigonentheater een wisselend ensemble van acteurs en muzikanten. Volgens de eigen omschrijving was het ‘een zeer flexibele horde van vijf tot vijftien muzikanten-spelers’, waarvan niemand een theateropleiding had genoten. Onder de regelmatige deelnemers waren onder meer Erik Clauwens, Jan Lauwers, Simonne Moesen en André Pichal.
In het begin omschreven de leden van het gezelschap hun werk als ‘een repetitief beeldend muziektheater’. Het Epigonentheater bracht sterk visueel en fysiek theater. Ze werkten graag met thema's als uitputting en verwarring. Al snel vonden ze onderdak bij het theaterfestival (en later kunstencentrum) Kaaitheater (vanaf 1983) en later ook bij de vzw Schaamte, beide initiatieven van Hugo De Greef.

## Werkproces
Het toegevoegde zlv staat voor ‘zonder leiding van’, wat meteen al iets over het creatieve proces verraadt van de groep. Ze improviseerden in workshopverband. Zo nam tijdens de repetities regelmatig een van de acteurs de rol van regisseur op zich.

## Opvolging
Bij Incident, de laatste voorstelling van het Epigonentheater, is het thema abstracter en is dus minder herkenbaar. Het feit dat hier Jan Lauwers reeds een superviserende rol speelde zal hieraan wel niet vreemd geweest zijn.
In 1987 transformeerde het Epigonentheater tot de Needcompany, ditmaal onder leiding van Jan Lauwers, die als een van de weinige leden van het eerste uur overbleef. Dit gebeurde ook uit schrik om te veel in herhaling te vallen. Een meer essentiële reden was het achterwege laten van het collectieve werkproces. Lauwers trad op de voorgrond. Als regisseur begon hij meer en meer zijn eigen koers te varen. Hij gaf zijn eigen thema's vorm terwijl hij zijn stilistische talenten verfijnde.
Jan Lauwers had een opleiding schilderkunst genoten aan de Academie van Gent en had meer voeling met beeldende kunsten dan met performatieve kunst. Zelf verwoordde hij het In april 1987 zo: “ Mijn afkomst is zeker niet in het theater te zoeken. Ik ben veel meer met plastische kunsten bezig. Ook de invloeden die ik heb opgedaan van vroegere kunstenaars, die kunstenaars zijn veel meer plastische kunstenaars dan theatermakers. Ik ken eigenlijk geen of quasi geen theatermakers. Ik denk dat mijn theater veel meer te maken heeft of onder invloed zou kunnen staan van installaties van Janis Kounellis of de tekeningen van Joseph Beuys.”
En in 2000 liet hij optekenen over het ontstaan van Epigonentheater zlv : "We waren een groep mensen die niet met theater bezig waren."

## Producties
- Reeds gewond en het is niet eens oorlog (1982; spelers: Erik Clauwens, Jan Lauwers, Simonne Moesen, André Pichal, Geert van Boxelaere, Ivo van Gerven)
- dE demonstratie (1983; spelers: An Carpentier, Erik Clauwens, Lieven De Maes-schalk, Linda Gaethofs, Joost Gils, Jan Lauwers, Simonne Moesen, Andre Pichal, Steven Stas, Geert Van Boxelaere, Patrick Van der Auwera, Mark Willems)
- De Struiskogel (1983; Erik Clauwens, Linda Gaethofs, Jan Lauwers, Simonne Moesen, Mark Willems)
- De Achtergrond van een verhaal (19 en 20 mei 1984)
- Incident (1985; spelers: Erik Clauwens, Simonne Moesen, Afra Waldhör, Mark Willems)

(Daarnaast nog een reeks straatanimaties.)